# Liste der Bodendenkmale in Noer
In der Liste der Bodendenkmale in Noer sind die Bodendenkmale der Gemeinde Noer nach dem Stand der Bodendenkmalliste des Archäologischen Landesamts Schleswig-Holstein von 2016 aufgelistet. Die Baudenkmale sind in der Liste der Kulturdenkmale in Noer aufgeführt.
| Denkmal-ID           | Befundart               | Bezeichnung                   | Zeitstellung | Lage | Bemerkungen | Bild |
| -------------------- | ----------------------- | ----------------------------- | ------------ | ---- | ----------- | ---- |
| aKD-ALSH-Nr. 003 387 | Grabmal > Langbett      | Langbett/Steinreihe           | Neolithikum  |      |             |      |
| aKD-ALSH-Nr. 003 388 | Grabmal > Langbett      | Langbett/Steinreihe           | Neolithikum  |      |             |      |
| aKD-ALSH-Nr. 003 389 | Befestigung > Burg      | Burg/Motte/Ringwall/Turmhügel | Mittelalter  |      |             |      |
| aKD-ALSH-Nr. 003 390 | Befestigung > Burg      | Burg/Motte/Ringwall/Turmhügel | Mittelalter  |      |             |      |
| aKD-ALSH-Nr. 003 391 | Grabmal > Langbett      | Langbett/Steinreihe           | Neolithikum  |      |             |      |
| aKD-ALSH-Nr. 003 392 | Grabmal > Langbett      | Langbett/Steinreihe           | Neolithikum  |      |             |      |
| aKD-ALSH-Nr. 003 393 | Grabmal > Langbett      | Langbett/Steinreihe           | Neolithikum  |      |             |      |
| aKD-ALSH-Nr. 003 394 | Grabmal > Langbett      | Langbett/Steinreihe           | Neolithikum  |      |             |      |
| aKD-ALSH-Nr. 003 395 | Grabmal > Großsteingrab | Steinkammer                   | Neolithikum  |      |             |      |
| aKD-ALSH-Nr. 003 396 | Grabmal > Langbett      | Langbett/Steinreihe           | Neolithikum  |      |             |      |
| aKD-ALSH-Nr. 003 397 | Grabmal > Großsteingrab | Steinkammer                   | Neolithikum  |      |             |      |
| aKD-ALSH-Nr. 003 398 | Grabmal > Großsteingrab | Steinkammer                   | Neolithikum  |      |             |      |
| aKD-ALSH-Nr. 003 399 | Befestigung > Burg      | Burg/Motte/Ringwall/Turmhügel | Mittelalter  |      |             |      |
| aKD-ALSH-Nr. 003 400 | Grabmal > Großsteingrab | Steinkammer                   | Neolithikum  |      |             |      |